# غورنو-تشويسكيي (إركوتسك)
غورنو-تشويسكيي (بالروسية: Горно-Чуйский) هي مدينة في مقاطعة إركوتسك أوبلاست في روسيا.
يبلغ عدد سكانها حوالي 525 نسمة.